# Federația Algeriană de Fotbal
Federația Algeriană de Fotbal (franceză :Fédération algérienne de football, arabă الاتحادية الجزائرية لكرة القدم:)este forul ce guvernează fotbalul în Algeria. Deși exista o echipă națională neoficială încă din 1958, primul meci recunoscut de către FIFA a avut loc în ianuarie 1963, la șase luni de la obținerea independenței.